# Sonde à neutrons

Schéma d'une sonde à neutrons (e=émetteur de neutrons rapides -- d=détecteur de neutrons lents -- b=blindage -- c=compteur).

Une sonde à neutrons (ou humidimètre à neutrons) est un appareil qui sert, en pédologie, à mesurer l'humidité des sols.
La sonde, que l'on descend dans un tube d'accès, est composée de deux parties : une source de neutrons rapides (radium+béryllium ou, mieux, américium 241+béryllium dont les radiations gamma sont moins dangereuses) et un détecteur de neutrons lents.
Les neutrons rapides, émis perpendiculairement à la sonde sont progressivement ralentis lors des collisions avec les atomes du sol. Ce ralentissement est maximal lorsqu'ils rencontrent des atomes d'hydrogène qui ont une masse comparable. Les collisions les renvoient dans tous les sens et il se crée donc un nuage de neutrons autour de la sonde. Une partie pénètre dans le détecteur.

Le détecteur est, par exemple, composé d'un tube rempli de trifluorure de bore-10. Lorsqu'un neutron thermique est absorbé par un atome de bore-10, il émet une particule alpha qui crée une impulsion sur un fil électrique chargé. Le compte des impulsions par unité de temps renseigne sur la quantité d'hydrogène et donc d'eau dans le sol.
Le coût assez élevé (plusieurs milliers d'euros/dollars US) et la dangerosité (émission de radiations nucléaires nécessitant une licence particulière) en limite l'utilisation.  Ce genre d'équipement représente un risque de source orpheline.

## Sources
- Daniel Hillel, L'eau et le sol, principes et processus physiques, Cabay, LLN, 1984,  (ISBN 2-87077-285-8), traduit de l'anglais, Soil and water : physical principles and processes, Academic Press, 1974.
- André Musy et Christophe Higy, Hydrologie: Une science de la nature, PPUR, 2004,  (ISBN 978-2-8807-4546-2),  [lire en ligne]
- [PDF] « Les sondes à neutrons et à rayons gamma: leurs applications en agronomie », AIEA, 2003 (consulté le 7 mai 2010)